# لعبة مهارة

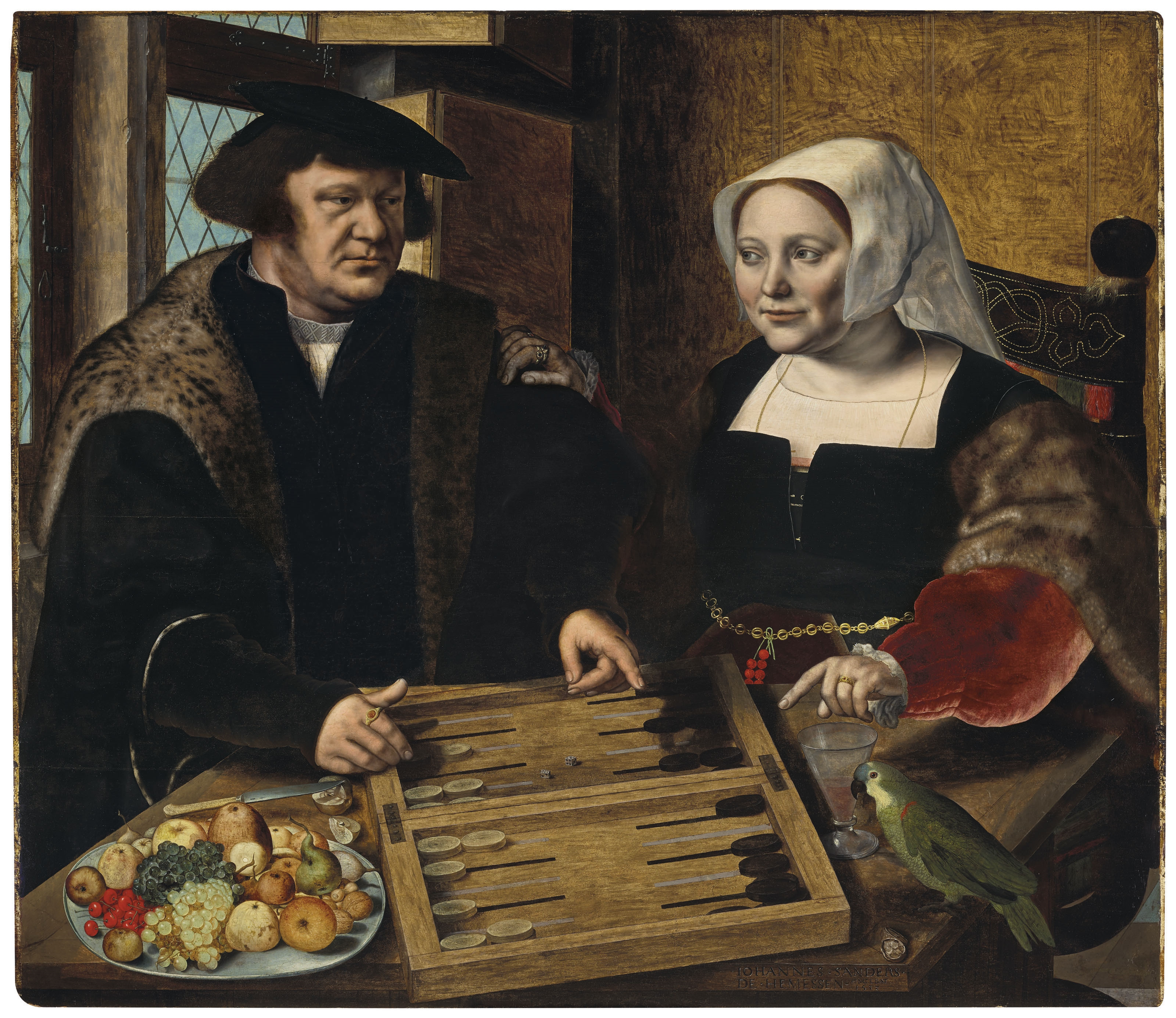
لعبة الطاولة هي لعبة مهارة. يمكن أن تمنح إستراتيجية اللعب اللاعبين مزايا، ولكن يلعب عنصر الحظ دوراً أيضاً.

لعبة المهارة أو لعبة الذكاء هي لعبة تُحدّد فيها النتيجة بشكل أساسي من خلال المهارة العقلية أو البدنية، بدلاً من الاعتماد على الحظ والصدفة.
على عكس ذلك، لعبة الحظ هي لعبة تتأثر نتيجتها بشدة ببعض الأدوات العشوائية مثل النرد أو الخذروف الدوار أو ورق اللعب أو عجلات الروليت أو الكرات المرقمة المسحوبة من حاوية.
في حين أن لعبة الحظ قد تتضمن على بعض عناصر المهارة، يلعب الحظ عمومًا دورًا أكبر في تحديد نتيجتها. قد تتضمن لعبة المهارة أيضًا عناصر حظ، لكن المهارة تلعب دورًا أكبر في تحديد نتيجتها.
تتضمن بعض الألعاب المهارية الشائعة: ألعاب الورق والبريدج وطاولة الزهر وماجونغ.
ومع ذلك، فإن معظم ألعاب المهارة تنطوي أيضًا على درجة من الصدفة، بسبب الجوانب الطبيعية لبيئة اللعب، أو طريقة التوزيع العشوائي مثلما في النرد ، أو ورق اللعب، أو قلب العملة، أو التخمين بسبب عدم اكتمال المعلومات. بعض الألعاب التي تكون فيها المهارة عنصرًا مهماً مع المقامرة والاستراتيجية مثل البوكر قد تتضمن تطبيق أساليب مثل الاحتمال الرياضي ونظرية اللعبة والخداع وأشكال أخرى من الحرب النفسية.

## المعنى القانوني
التمييز بين "الحظ" و "المهارة" له أهمية قانونية في البلدان حيث يتم التعامل مع ألعاب الحظ بشكل مختلف عن ألعاب المهارة. غالبًا ما يكون التمييز القانوني غامضًا ويختلف بشكل كبير من ولاية قضائية إلى أخرى.
في ألمانيا، يعتمد الأمر على ما إذا كانت اللعبة تعتبر مهارة لها آثار قانونية لوجود رهانات مالية على نتيجة اللعبة (مقامرة). على سبيل المثال، تعتبر لعبة البوكر من الناحية القانونية لعبة حظ في ألمانيا  (وبالتالي يُسمح بها فقط في الكازينوهات)، في حين تُعتبر دورة سكات (لعبة ورق) لعبة مهارة ويُسمح بإقامة مسابقات ذات جوائز مالية لها. من ناحية أخرى، اعتبرت لعبة البوكر لعبة مهارة وليست لعبة حظ، وذلك وفق حكم قاضٍ اتحادي أمريكي.

## أمثلة على ألعاب المهارة

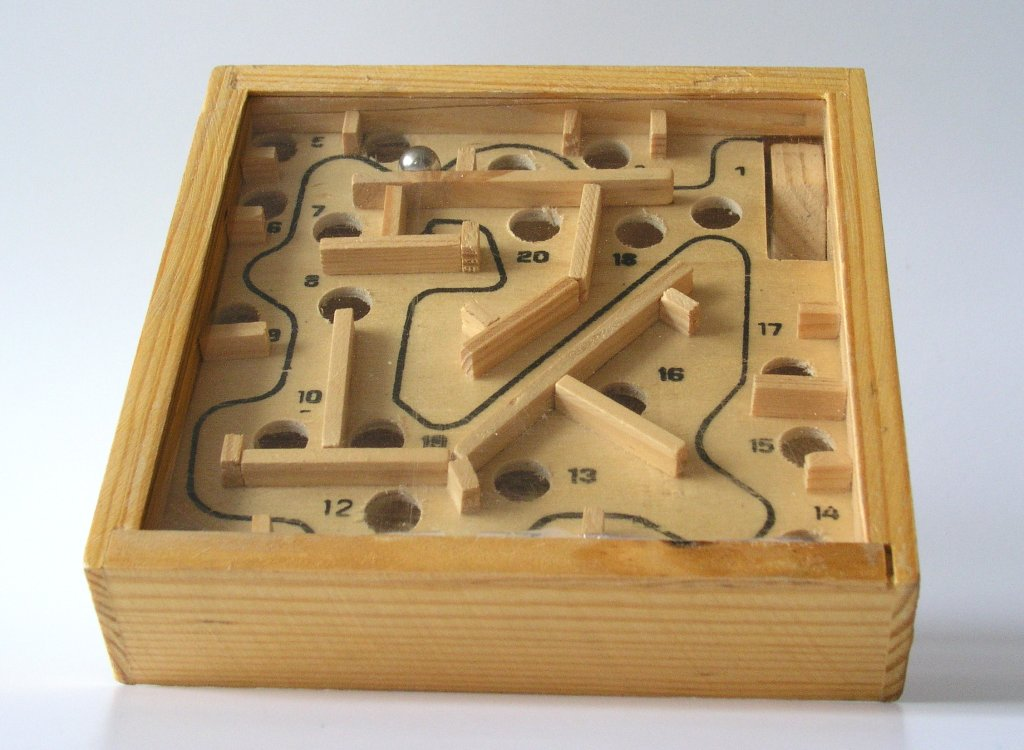
يتطلب لغز الكرة في المتاهة مهارات حركية دقيقة

| - البوليات (لعبة البولينج\الكرة الحديدية ) - كاروم - شطرنج - نبلات - سباق البيض والملعقة - قذف حدوة الحصان - الحجلة - الكرات الزجاجية | - الكراسي الموسيقية - نوفوس - بيني كرة القدم - بيربلكسوس - شوفلبورد - التكديس الرياضي - قذف الأحجار (على مسطح مائي) - طاولة شوفلبورد - توسيم اللاعبين في لعبة مطاردة - لعبة حلقة الأسلاك |

## ألعاب المهارة التي تتطلب معدات خاصة (اختيار)
- الهوكي الهوائي
- البلياردو
- آلة الكرة والدبابيس
- كرة سكي
- سنوكر
- كرة قدم الطاولة
- هوكي الجليد

مع الانتشار المتزايد لألعاب الكمبيوتر، ابتكرت الكثير من البرامج من هذا النوع. في الأصل، كانت هذه الألعاب تسمى ألعاب المنصات. لكن توسّع نطاقها منذ فترة طويلة وأصبح يشمل الآن أيضًا ألعابًا ذات مكون استراتيجي أكبر، على سبيل المثال، الأشكال المختلفة من لعبة تتريس المختلفة. على عكس ألعاب المهارات غير الافتراضية، والتي عادة ما تتضمن استخدام الجسم بالكامل، فإن التنسيق بين اليد والعين مطلوب هنا. إن تشجيع استجابة اللاعب وخياله أمر مثير للجدل. ومع ذلك، فإن العديد من ألعاب المهارات على الإنترنت ومغامرات القفز السريع تجد أيضًا مكانًا في أعمال العلاج النفسي للأطفال.

## أنظر أيضاً
- لعبة الكازينو
- لعبة حظ
- لعبة جرأة
- رياضة عقل
- لعبة التوصيل
- رياضة الذاكرة
- لعبة استراتيجية
- قائمة أنواع الألعاب

## روابط خارجية
قالب:انواع الألعاب